# Urophycis regia
Urophycis regia is een  straalvinnige vissensoort uit de familie van Oost-Atlantische gaffelkabeljauwen (Phycidae). De wetenschappelijke naam van de soort is voor het eerst geldig gepubliceerd in 1792 door Walbaum.